# Es pecado... pero me gusta
Es pecado... pero me gusta (en Italia, La signora ha fatto il pieno) es una coproducción hispanoitaliana de comedia erótica de 1977, dirigida por Joan Bosch Palau y protagonizada en los papeles principales por Carmen Villani, Carlo Giuffrè, Esperanza Roy, Simón Andreu, Josele Román, Aldo Maccione y Fedra Lorente.

## Sinopsis
Fabrizio contrata los servicios de una prostituta para que simule ser su esposa y le acompañe a pasar un fin de semana en la casa de campo de su amigo Romolo, donde también ha sido invitado Arístides Almirante, importante funcionario del Ministerio de Sanidad, de quien depende la aprobación de un nuevo medicamento de dudosa eficacia llamado Fagatín, cuya patente Fabrizio posee.
Fabrizio espera que el funcionario se sienta atraído por su "mujer", Lola, y por esta razón firme la autorización del medicamento en cuestión. El fin de semana resulta más complicado de lo previsto, y las infidelidades conyugales se suceden en cadena.

## Reparto
- Carmen Villani: Lola
- Carlo Giuffrè: Aristide
- Esperanza Roy: Patty
- Simón Andreu: Fabrizio
- Josele Román: Esmeralda
- Aldo Maccione: Romolo
- Fedra Lorente: la esposa de Fabrizio
- José Antonio Ceinos: Tomasino
- Antonio Canal
- Francisco Jarque: el dueño del hotel
- José María Cañete: Bubi
- Rosa Morata: la criada
- Irene Bancells
- Teodoro Corrà